# Sarasvati
Sarasvati (Sanskrit सरस्वती)  je v vedski mitologiji boginja reke, znanja, umetnosti,... in ena od treh velikih boginj hinduizma (drugi dve sta Lakšmi in Durga). Je ljubimka Brahme, Ustvarjalca.